# Melissa (TV-serie)
Melissa är en brittisk dramaserie från 1997. Serien är baserad på Francis Durbridges bok Vem mördade Melissa? (originaltitel: My wife Melissa) från 1967. I Sverige sändes serien med namnet Mysteriet Melissa på TV4 sommaren 1998.

## Handling
Serien handlar om mysteriet med den vackra och hemlighetsfulla Melissas plötsliga försvinnande. Hon har strax innan hon kommer bort gift sig med Guy, en man hon knappt känner och som hon träffat på ett kryssningsfartyg på väg från Sydafrika. 
Men lyckan förbyts snart i förtvivlan. Guy blir dessutom misstänkt för att ligga bakom hennes försvinnande. Men det hela är mycket mer komplicerat än så...

## Rollista i urval
- Melissa McKensie - Jennifer Ehle
- Guy Foster - Tim Dutton
- Graeme Hepburn - Adrian Dunbar
- Hope Magenta - Diana Weston
- Don Page - Gary Cady
- Les Maurice - Christopher Ryan
- Paula Hepburn - Julie Walters
- Poliskommissarie Cameron - Bill Paterson
- Polisinspektör Kilshaw - Michael Angelis
- George Bond - Hugh Quarshie

## DVD
Serien finns utgiven på DVD. 